# Бендкув-Кольонія
Бендкув-Кольонія (пол. Będków-Kolonia) — село в Польщі, у гміні Бендкув Томашовського повіту Лодзинського воєводства.
У 1975-1998 роках село належало до Пйотрковського воєводства.